# ماهیچه گیجگاهی‌آهیانه‌ای
ماهیچه گیجگاهی‌آهیانه‌ای (انگلیسی: Temporoparietalis muscle) کار تنظیم بالا کشیدن گوش و استحکام بخشیدن به پوست سر را برعهده دارد.
خاستگاه آن نیام گیجگاهی بالای گوش، پیوندگاه آن نیام کلاه‌خودی (galea aponeulotica) و عصب‌گیری‌اشاز شاخه‌های گیجگاهی عصب چهره‌ای است.
کار: 